# Kaarlo Virtanen
Kaarlo „Kalle“ Ilmari Virtanen (* 30. Juni 1921 in Stockholm; † 21. Juni 2006 in Sipoo) war ein finnischer Mathematiker, der sich mit Funktionentheorie befasste.
Virtanen war der Sohn des Biochemikers und Nobelpreisträgers Artturi Ilmari Virtanen. Nach dem Abitur 1938 begann er ein Mathematikstudium an der Universität Helsinki, das im Zweiten Weltkrieg nach dem Angriff der Sowjetunion durch den Wehrdienst unterbrochen wurde. 1950 wurde er in Helsinki bei Pekka Myrberg promoviert (Über Abelsche Integrale auf nullberandeten Riemannschen Flächen von unendlichem Geschlecht). Im selben Jahr wurde er außerordentlicher Professor und 1966  Professor in Helsinki. Mit Olli Lehto arbeitete er dort in den 1950er Jahren vor allem auf dem Gebiet der quasikonformen Abbildung, worüber er 1965 eine Monographie veröffentlichte. 1984 ging er in den Ruhestand und zog nach Sipoo.
Er veröffentlichte relativ wenig und wirkte vor allem als Lehrer.

## Schriften
- mit Olli Lehto: Quasikonforme Abbildungen, Grundlehren der mathematischen Wissenschaften 126, Springer 1965 (2. Auflage Quasiconformal mappings in the plane 1973)